# Canabolls
Canabolls és un indret del terme de Sant Esteve de la Sarga, al Pallars Jussà, en el territori del poble d'Alzina.
Està situat just dessota i al sud-oest d'Alzina, al nord de Sant Martí de l'Alzina. Passa pel mig de Canabolls la carretera local, coneguda com el camí dels llocs de la Feixa.